# Mark e Martha
Mark e Martha è un gruppo musicale italiano, formatosi alla fine degli anni '60.

## Storia dei Mark e Martha
Si tratta di un sestetto, composto da quattro ragazzi e due ragazze napoletani (Fernando Basile, Luigi Giunta, Gianni Bosco il bassista, Antonio Sinagra, Marisa Carella e Vincenza De Bernardo), che si forma nel 1969.
Vincenza Di Bernardo, nonostante la giovane età (nasce a Baia nel 1946), già proviene da una carriera di solista con il nome d'arte di Enza Nardi. L'artista, infatti, scritturata nel 1965 dall'etichetta discografica King diretta da Aurelio Fierro, prende parte, nel 1966, a Scala reale, programma televisivo abbinato alla Lotteria Italia, con la canzone Lily Kangì. Nello stesso anno partecipa al concorso "Girandola di Canzoni" con il brano La colpa è di mammà. Nel 1967 partecipa alla "Tre Giorni della Canzone" e, nel 1968, alla "Caravella di Successi" e al 16º Festival della Canzone Napoletana con il motivo ‘O trapianto, eseguito in abbinamento con Aurelio Fierro. Nel 1969, dopo aver inciso il 45 giri Tu non mi seppellirai, cover del brano Your Groovy Self, la Nardi lascia l'etichetta discografica King e, unendosi al gruppo Mark e Martha, firma con la Ariston.
Il gruppo partecipa al Festival di Sanremo 1971 presentando, in coppia con Paolo Mengoli, la canzone I ragazzi come noi, che non viene ammessa alla serata finale.
Nello stesso anno avrebbero dovuto prendere parte al 19º Festival della Canzone Napoletana con il brano ‘A grotta azzurra, ma la Rai ha annullato la manifestazione all'ultimo momento.
Nel 1972 i Mark e Martha incidono il 45 giri Due parole allo specchio con l'etichetta Durium e, nel 1973, con la nuova casa discografica Fontana, il 45 giri Noi due.
Successivamente Antonio Sinagra lascia il gruppo e intraprende la carriera da solista, diventando un noto compositore per il teatro.

## Discografia parziale di Enza Nardi

### 45 giri
- 1968: Lavannarella/Il carrettiere (duetto con Aurelio Fierro) (King AFK/F 55016)
- 1968: Una lettera ti scrivo/Ammore paesano (duetto con Aurelio Fierro) (King AFK/F 55024)
- 1968: 'O trapianto/L'ammore è musica (King AFK 56084)
- 1968: Pronto Alberto?/Yummy Yummy Yummy (King AFK 56091)
- 1969: Tu non mi seppellirai/Impazzirei (King AFK 56094)

## Discografia parziale di Mark e Martha

### 45 giri
- 1971: I ragazzi come noi/Il giorno dopo (ARISTON AR 0501)
- 1972: Due parole allo specchio/Nel nome del padre DURIUM Ld A 7739
- 1973: Noi due/Un piccolo aiuto dagli amici FONTANA 6026004